# Énergie éolienne aérienne

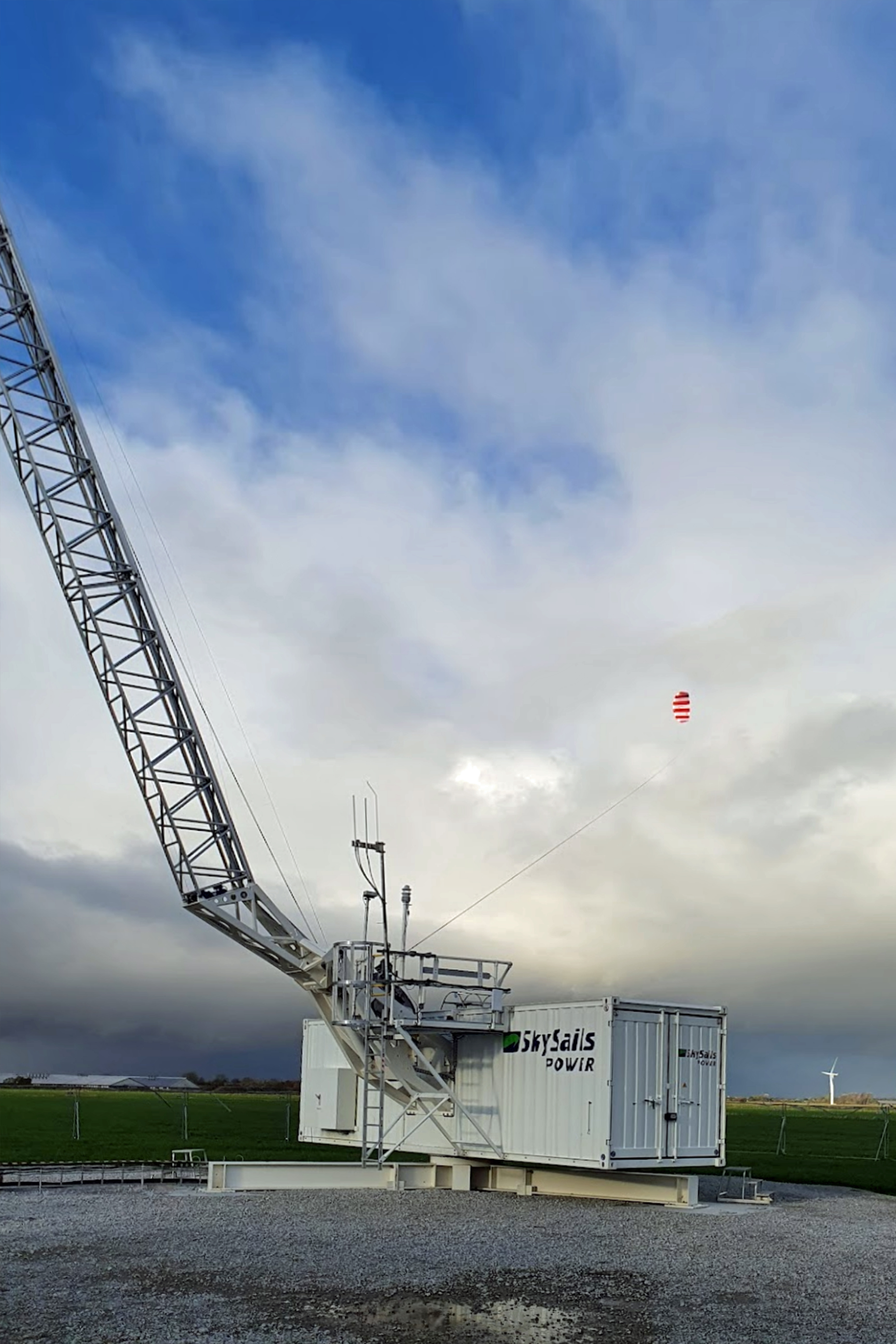
Prototype d'éolienne volante SKS PN-14 par SkySails à Klixbüll. Fonctionne grâce à la portance d'un cerf-volant raccordé à un mât de traction. Lors de l'ascension, un câble est tiré par un treuil lié au générateur intégré dans le caisson. Pour récupérer la ligne, le mât se place automatiquement dans une position de faible portance, puis démarre un nouveau cycle de production d'électricité.

 (septembre 2013).
Si vous disposez d'ouvrages ou d'articles de référence ou si vous connaissez des sites web de qualité traitant du thème abordé ici, merci de compléter l'article en donnant les références utiles à sa vérifiabilité et en les liant à la section « Notes et références ».
L'énergie éolienne aérienne (Airborne Wind Energy, AWE en anglais) désigne l'énergie du vent à des altitudes qui ne sont pas accessibles pour les systèmes éoliens conventionnels supportés par un mât (éolienne, voile) et les techniques de récupération de l'énergie cinétique des masses d'air en déplacement par rapport au sol. Son exploitation était déjà envisagée par John Etzler en 1833, mais ce n'est qu'au début du XXIe siècle que la faisabilité a été démontrée. De nombreux projets voient depuis le jour, que ce soit dans l'optique de la propulsion (maritime, terrestre ou même aérienne) ou dans celle de la production d'électricité. Récupérer l'énergie du vent en altitude est intéressant car :
- les vents sont moins perturbés par le relief,
- le vent est plus fort en altitude qu'au niveau du sol,
- les vents sont plus fréquents en altitude qu'au niveau du sol,
- cela permet de capter le vent sur une plus grande surface sans augmenter l'emprise sur le sol,
- cela réduit l'impact sur l'environnement au niveau du sol.

L'utilisation des éoliennes classiques est théoriquement possible, mais montre ses limites, à cause des coûts liés à la construction du mât rigide et des fondations assurant la stabilité de ce mât. Pour aller plus haut, il faut utiliser des dispositifs volants (ou aéroportés).

## Ressource
Un atlas de la ressource a été réalisé pour l'ensemble du globe.  C'est d'abord l'énergie des vents troposphériques (courant-jet) qui a retenu l'attention. Il y a plusieurs articles scientifiques majeurs à ce sujet. Archer & Caldeira estiment que les jets streams peuvent générer 1 700 TW, et que l'exploitation aurait une conséquence négligeable sur le climat. À l'opposé, Miller, Gans, & Kleidon estime la puissance à seulement 7,5 TW, et pense que son exploitation aurait un impact sur le climat catastrophique.

## Histoire
Benjamin Franklin utilisait déjà la traction des cerfs-volants, mais c'est surtout Georges Pocock qui est connu comme pionnier dans la traction de véhicules grâce à l'énergie du vent d'altitude.
- 1796 George Pocock utilise la traction pour tirer des véhicules sur des chemins.

- 1827 Le livre de George Pocock  ‘The Aeropleustic Art’ ou 'Navigation in the Air by the Use of Kites or Buoyant Sails' est publié. Pocock y décrit l'utilisation des cerfs-volants pour les voyages terrestres et maritimes[5].

- 1833  John Adolphus Etzler considère les possibilités de l'énergie éolienne aérienne, tout au moins pour la traction[6].

- 1864  Le chapitre du livre Kite-Ship décrit la dynamique de l'utilisation de cerfs-volants pour la traction de navire. John Gay's: or Work for Boys. Chapter XVIII in the Summer volume[7].

- 1943  Stanley Biszak dépose un brevet pour utiliser l'énergie potentielle en vol libre afin de convertir l'énergie du vent en électricité dans des batteries[8].

- 1967  Richard Miller, ancien éditeur du magazine Soaring, publie le livre "Without Visible Means of Support" qui décrit la possibilité d'utiliser la différence de la vitesse du vent dans différentes strates pour voyager grâce à un système de cerfs-volants couplés et non-reliés au sol. C'est le sujet de la demande de brevet plus récente de Dale C. Kramer.

- 1973? Hermann Oberth dans l'annexe de son livre "Primer for Those Who Would Govern" présente des schémas et une photographie d'un modèle de centrale électrique à cerfs-volants du Oberth Museum[9].

## Systèmes de récupération de l'énergie éolienne aérienne
De nombreux systèmes ont été imaginés et certains développés pour récupérer l'énergie du vent en altitude. Ils sont généralement dérivés de cerfs-volants, de planeurs, de ballons.
Une fois que l'énergie cinétique est transformée sous forme d'énergie mécanique elle peut être utilisée directement pour la traction, ou pour la production d'électricité.

### Plus léger ou plus lourd que l'air?
Différents systèmes sont aujourd'hui envisagés. Les systèmes plus légers que l'air ont l'intérêt de pouvoir rester en l'air sans apport d'énergie en l'absence de vent. Les systèmes plus lourds que l'air nécessitent un apport d'énergie pour rester en l'air lorsque le vent faiblit.

### Relié physiquement au sol ou non?
Un câble est généralement utilisé pour retenir la partie volante et transmettre l'énergie vers la terre, mais des projets futuristes proposent également de stocker l'énergie, et de la ramener périodiquement vers la terre, ou encore de la transmettre par des ondes.
Les solutions de stockage de l'énergie étant actuellement relativement lourdes, cela ne semble guère réalisable dans un avenir proche.
Une deuxième solution serait d'utiliser des ondes, par exemple en retenant la partie volante grâce à un champ gravitationnel ou électromagnétique.
Étant donné le champ de gravité de la Terre, cela ne serait possible qu'avec un vent ascendant vertical, peu fréquent.
L'utilisation d'un champ électromagnétique est également peu probable. Les dispositifs considérés par la suite sont donc reliés par un câble permettant d'ancrer le système au sol.

### Traction ou production d'électricité?
Le système peut-être utilisé directement pour transférer l'énergie cinétique de l'air à un solide (navire, véhicule roulant, voire avion par exemple dans le cas des Jetstreams de BAE Systems).
Le système peut-également être utilisé pour produire de l'électricité, qui peut-ensuite être transportée vers différents consommateurs via le réseau électrique.

### Générateur au sol ou générateur aérien?
Le générateur aérien à l'avantage de ne pas demander de transmission mécanique. Il impose cependant un système pour transférer l'énergie électrique vers le sol. Un câble électrique est la solution la plus simple, mais des solutions sans fils, ou des solutions de stockage peuvent également être envisagées.
Dans le cas d'un générateur au sol, différents modes de transmission mécanique sont envisagés, tension alternative dans le câble, boucle, torsion du câble.

### Stabilité passive ou active?
Un tel système est donc généralement captif, mais avec trois degrés de liberté. La stabilité peut-être obtenue de manière passive grâce aux formes aérodynamiques ou de manière active. Le contrôle actif peut-être réalisé par un opérateur ou de manière automatique, grâce à des actionneurs (au sol ou embarqués) commandés par un calculateur à partir des données de capteurs (au sol ou embarqués). Cette unité de pilotage est appelée « Kite Steering Unit » (KSU), et par le terme plus général « Kite Control Unit » (KCU) si la gestion des longueurs des lignes est possible.